# Vaca enmaromada de Palazuelo de Vedija
La Vaca enmaromada de Palazuelo de Vedija es un festejo popular que se celebra en la localidad de Palazuelo de Vediija (Valladolid) alrededor del 22 de septiembre en honor a la San Mauricio.

## Origen de las fiestas
La historia de la tauromaquia de esta localidad se remonta al siglo XVI aunque en sus comienzos no se celebraba como se conoce en la actualidad, sino que se realizaban otro tipo de festejos taurinos.
La Vaca Enmaromada dada su antigüedad se desconoce el año concreto en el que se comenzó a celebrar, data del siglo XVIII. Desde sus inicios se celebró en septiembre con motivo de la festividad de San Mauricio.
En sus comienzos se realizaba este festejo al llevar las vacas bravas de deshecho a los mataderos, en muchas ocasiones se escapaban y estas circulaban por el pueblo hasta que eran atrapadas para llevarla de vuelta a su destino, esto provocó que más adelante se transformó en un espectáculo y que atraía a mucha gente de los pueblos vecinos para verlo.

## Descripción del festejo
El festejo consiste en la suelta de una vaca enmaromada, ensogada con una cuerda y levada por los vecinos alrededor de todo el municipio.
Durante los días de celebración de estos eventos se realizan varias sueltas de vacas así como otros tipos de espectáculos.
Durante todos estos años de celebración el recorrido se ha ido mejorando, actualmente entes de la suelta de la vaca se lanzan tres cohetes para avisar a la población la salida del animal a las calles.

## Museo
La localidad de Palazuelo de Vedija cuenta con un centro de interpretación en el que se explica la historia de la vaca enmaromada, el cual fue inaugurado en 2009.

## Reconocimientos
En el 2000 fue declarada como festejo tradicional de Castilla y León.
En el 2010 fue declarada como fiesta de interés turístico regional por la junta de Castilla y León.